# Gare de Sidi Bouabia
La gare de Sidi Bouabia, est une gare ferroviaire algérienne, située sur le territoire de la commune d'El Attaf, dans la wilaya de Aïn Defla.

## Situation ferroviaire
La gare se situe sur la ligne d'Alger à Oran, où elle est précédée de la gare de Cheikh Ben Yahia et suivie de celle de El Attaf.

## Service des voyageurs

### Desserte
La gare de Sidi Bouabia est desservie par les trains régionaux de la liaison Chlef - Khemis Miliana.